# Ivar Eggert Hedenblad
Ivar Eggert Hedenblad (* 27. Juli 1851 in Torsång; † 16. Juni 1909 in Ronneby) war ein schwedischer Komponist, Dirigent und Musikpädagoge.

## Leben
Hedenblad studierte ab 1871 an der Universität Uppsala, wo er sich bereits als Student als Chordirigent betätigte. 1880 wurde er Leiter der Sångsällskapet Orphei Drängar (OD), des 1853 im Umfeld der Universität gegründeten Männerchores von Uppsala. Von 1880 bis 1883 studierte er außerdem Komposition bei Carl Reinecke und Salomon Jadassohn in Leipzig.
Mit Orphei Drängar unternahm er Konzertreisen durch Schweden, Deutschland und Ungarn und trat er bei der Weltausstellung Paris 1878 auf. Er unterrichtete 1895–1896 Musikgeschichte am Konservatorium von Stockholm und war von 1895 bis 1897 Dirigent der Philharmonischen Gesellschaft von Stockholm. Ab 1902 war er Domorganist am Dom zu Uppsala.
Hedenblad komponierte Chorwerke, darunter eine Kantate zum 50-jährigen Bestehen der Sångsällskapet Orphei Drängar, Orchesterstücke und Männerquartette. Zwischen 1893 und 1897 gab er die dreibändige Sammlung Studentsangen heraus.

## Schüler (Auswahl)
- Hermann Brag